# 1877 a jogalkotásban
1877-ben az alábbi jogszabályokat alkották meg:

## Magyarország

### Törvények
- 1877. évi I. törvénycikk Némely törvényhatóságok véglegesen megállapitott területének az 1876. évi XXXIII. tc. rendelkezése folytán törvénybe iktatásáról
- 1877. évi II. törvénycikk Köncsög, Matkó és Bugacz pusztáknak Kecskemét város törvényhatósága alá helyezéséről
- 1877. évi III. törvénycikk Körmöczbánya, Korpona és Bakabánya szab. kir. városok bekebelezéséről
- 1877. évi IV. törvénycikk A szörénymegyei ideiglenes közigazgatási rendszernek három évre való fentartásáról
- 1877. évi V. törvénycikk Az 1870. évi XVI. és 1871. évi XII. törvénycikk módositásáról
- 1877. évi VI. törvénycikk A katonaság részére az 1873. évi III. negyedétől az 1876. év III. negyedéig kiszolgáltatott előfogatokért járó dijpótlékokból származó kiadások fedezésére szükséges póthitelről s az ezen költségek jövőben való fedezésének módozatáról
- 1877. évi VII. törvénycikk A m. kir. honvédség hadrendszerinti állományára előirt felszerelési czikkek beszerzéséből keletkezett költségtöbblet fedezésére szükséges póthitelről
- 1877. évi VIII. törvénycikk Az 1868. évi XXXI. törvénycikk módositásáról
- 1877. évi IX. törvénycikk Az 1873. évi XXXIII. törvénycikk alapján forgalomba hozott kincstári utalványok beváltása czéljából kibocsátandó járadék-kötvényekről
- 1877. évi X. törvénycikk Az 1876. évi XXXIII. tc. által területekre nézve szabályozott törvényhatóságokban az országgyülési képviselő-választókerületek uj beosztásáról és az ezzel kapcsolatos intézkedésekről
- 1877. évi XI. törvénycikk Budapest fővárosban az országgyülési képviselőválasztókerületek számáról, uj beosztásáról és az ezzel kapcsolatos intézkedésekről
- 1877. évi XII. törvénycikk Az 1848. évi törvények által megszüntetett urbéri kapcsolatból fenmaradt jog- és birtok-viszonyok rendezését tárgyazó 1871. évi LIII. tc. 45. és 51. §-nak módositásáról és a 6. §. pótlásáról
- 1877. évi XIII. törvénycikk Az Olaszországgal 1867. évi ápril hó 23-án kötött kereskedelmi és hajózási szerződés hatályának meghosszabbitásáról szóló és 1877. évi junius hó 4-én Rómában aláirt nyilatkozatnak becikkelyezéséről
- 1877. évi XIV. törvénycikk Az 1871. évi VII. törvénycikk módositásáról, illetőleg az 1868. évi XLI. törvénycikk 19. §-a alapján rendszeresitett honvédorvosi tisztikar ujjászervezéséről
- 1877. évi XV. törvénycikk Magyarországnak az 1878-ki párisi közkiállitásban leendő részvételével járó költségek fedezéséről
- 1877. évi XVI. törvénycikk A magyar éjszakkeleti vasuttársulatot érdeklő 1875. évi XLV. törvénycikkben foglalt szerződés módositásáról
- 1877. évi XVII. törvénycikk A Beszterczebánya város közelében épitett gőzfürész költségeinek fedezésére megkivántató póthitelről
- 1877. évi XVIII. törvénycikk A közadók kezeléséről szóló 1876. évi XV. törvénycikkben, a biróság előtti ügyek képviseltetésére vonatkozó intézkedések pótlásáról
- 1877. évi XIX. törvénycikk Nyers répát sajtók használatával feldolgozó czukorgyárak által fizetendő fogyasztási adónak az 1877-78. évi idényre megállapitásáról
- 1877. évi XX. törvénycikk A gyámsági és gondnoksági ügyek rendezéséről
- 1877. évi XXI. törvénycikk Az 1876. évi XLVI. és 1877. évi IX. tc. alapján kibocsátandó járadékkötvényeknek megadott adómentesség értelmezéséről
- 1877. évi XXII. törvénycikk A kisebb polgári peres ügyekben való eljárásról
- 1877. évi XXIII. törvénycikk A megyék 1878. évi közigazgatási, árva és gyámhatósági kíadásainak fedezéséről
- 1877. évi XXIV. törvénycikk A megyei mérnöki állomások megszüntetése és hivatali teendőiknek az államépitészeti hivatalokra ruházásáról
- 1877. évi XXV. törvénycikk Az elzálogositott gyalui korona-uradalom visszaváltása iránt, a zálogbirtokosokkal kötött egyezség tárgyában
- 1877. évi XXVI. törvénycikk A határőrvidék területén épitendő vasutakról
- 1877. évi XXVII. törvénycikk Az 1867. évi XIV. és XVI. törvénycikkek, az 1869. évi II. törvénycikk, továbbá a Francziaországgal 1866 deczember 11-én kötött kereskedelmi szerződés, az Olaszországgal 1867 ápril 23-án kötött kereskedelmi és hajózási szerződés, a Németországgal 1868 márczius 9-én kötött vám- és kereskedelmi szerződés, és az osztrák-magyar Lloyddal 1871 november 18-án kötött postaszerződés hatályának ideiglenes meghosszabbitásáról, valamint az osztrák nemzeti bankkal szemben, a tényleges állapotnak ideiglenes fentartásáról
- 1877. évi XXVIII. törvénycikk Az 1876. évi deczember 5-én Nagybritanniával kötött és az 1876. évi XLIX. törvénycikkbe iktatott kereskedelmi szerződés hatályának meghosszabbitásáról szóló és 1877. évi november 26-án aláirt nyilatkozat becikkelyezéséről
- 1877. évi XXIX. törvénycikk Az 1868. évi XL. és 1873. évi XXXVII. törvénycikkek értelmében, az 1878. évben kiállitandó ujoncz- és póttartaléki jutalékok megajánlása tárgyában
- 1877. évi XXX. törvénycikk  Az 1878. év első negyedében viselendő közterhekről és fedezendő államkiadásokról